# Сулименко, Юрий Геннадьевич
Юрий Геннадьевич Сулименко (род. 20 апреля 1971, Кувандык, Оренбургская область) — командир танковой роты 693-го гвардейского Вапнярско-Берлинского Краснознамённого орденов Суворова II степени и Богдана Хмельницкого II степени мотострелкового полка 19-й Воронежско-Шумлинской Краснознамённой орденов Суворова II степени и Трудового Красного Знамени мотострелковой дивизии 42-го армейского корпуса Северо-Кавказского военного округа, гвардии старший лейтенант. Герой Российской Федерации (1995).

## Биография
Родился 20 апреля 1971 года в городе Кувандык Оренбургской области. Русский. До 1984 года проживал в городе Медногорске Оренбургской области. В 1988 году окончил среднюю школу  в посёлке Рудногорск Иркутской области. 
В Вооруженных Силах СССР с 1988 года. В 1992 году окончил Казанское высшее танковое краснознаменное командное училище (диплом с отлтчием). Служил в частях Северо-Кавказского военного округа, командовал танковым взводом, танковой ротой в 693 гвардейском мотострелковом полку город Владикавказ. 
В 1994 году стал командиром танковой роты. За плечами офицера были вооружённые конфликты в Абхазии и Северной Осетии — Ингушетии. В боевых действиях в период первой чеченской войны участвовал с ноября 1994 года. Получив приказ о выполнении боевых задач в Чеченской республике, командование не нашло ничего лучшего, как из боеготовых танков 693-го гвардейского мотострелкового полка полка спешно создать импровизированное подразделение — штурмовой танковый отряд. Его командиром был назначен  Сулименко. В итоге со многими подчинёнными пришлось знакомиться на марше в Чечню, а отрабатывать взаимодействие — уже в боях. Такая картина была в большинстве частей, направленных на войну. Расплата в таких случаях бывает кровавой и ждать она себя не заставила. Вместо скопища оборванцев с винтовками российскую армию встретили вооружённые до зубов самым современным оружием и хорошо подготовленные дудаевские части, к тому же имеющие неплохой опыт ведения войны в горных и городских условиях. Настоящим адом для танкистов стал январский штурм Грозного 1995 года. Загнанная в город техника была для многочисленных гранатомётчиков врага несложными мишенями. Сотни бойцов погибли из-за бездарного командования и безответственных политиков. А оставшиеся в живых продолжали воевать. Командиру танкового отряда Сулименко пришлось на ходу организовывать взаимодействие в мотострелками и артиллерией, вырабатывать свою тактику действий в ответ на внезапные нападения и засады врага. Воинское умение командира, помноженное на личное мужество, принесло свои плоды — его танки вместо приманок для врага стали грозным оружием. В очередном бою 7 января 1995 года танк старшего лейтенанта Сулименко, поддерживая наступающие подразделения, прорвался к президентскому дворцу в центре Грозного, нанося большие потери боевикам. От прямых попаданий гранат танк получил повреждения и лишился хода. Окружившие машину дудаевцы предлагали экипажу сдаться в плен. В ответ танкисты открыли огонь в упор, нанеся врагу большие потери. Неподвижный танк сотрясали новые попадания, машина загорелась, но ответный огонь не прекращался. Сулименко получил тяжёлые ранения — были перебиты ноги, получена тяжёлая контузия, значительная часть поверхности тела и лицо получили сильные ожоги. В таком состоянии командира вытащил из танка механик-водитель старшина Виктор Величко, оказал ему посильную медицинскую помощь. После взрыва танка Величко на себе вытащил командира сначала до ближайших развалин, а затем вынес по незнакомому городу, переполненному боевиками в расположение российских войск. 
Указом Президента Российской Федерации от 15 мая 1995 года за мужество и героизм, проявленные при выполнении воинского долга гвардии старшему лейтенанту Сулименко Юрию Геннадьевичу присвоено звание Героя Российской Федерации с вручением медали «Золотая Звезда». Этим же указом звание Героя Российской Федерации удостоен и старшина Виктор Величко. 
Продолжил службу в рядах Российской армии. В 1998 году окончил Военную академию Бронетанковых войск имени Р.Я. Малиновского, командный факультет (диплом с отличием). С 2004 года  Ю. Г. Сулименко — заместитель начальника отдела в Управлении боевой подготовки штаба Московского военного округа. С 2006 года полковник - старший военный инспектор Военной инспекции Министерства обороны Российской Федерации Награждён множественными правительственными и ведомственными наградами, среди которых «За отвагу».

## Признание
Гранитная звезда с портретом Ю. Г. Сулименко установлена 1 октября 2018 года на Аллее героев в центре города Медногорска Оренбургской области.